# أوتو بريمنغر
أوتو لودويغ بريمنغر (بالألمانية: Otto Ludwig Preminger)‏ (5 ديسمبر 1905 - 23 أبريل 1986): هو مخرج أمريكي مسرحي، يعود أصله إلى الإمبراطورية النمساوية المجرية.
أخرج بريمنغر أكثر من 35 فيلمًا روائيًا في مسيرته المهنية التي استمرت خمسة عقود بعد مغادرته عالم المسرح. جذبت اهتمامه لأول مرة أسرار أفلام نوار، مثل فيلم لورا (1944) وفيلم فولِن إنجل (1945)، بينما أخرج في خمسينيات القرن العشرين وستينياته عددًا من اقتباسات رفيعة المستوى مأخوذة من روايات شعبية وأعمال مسرحية. تجاوزت العديد من هذه الأفلام اللاحقة حدود الرقابة، من خلال التعامل مع الموضوعات التي كانت من المحرمات في هوليوود آنذاك، مثل إدمان المخدرات (ذا مان ويذ ذا غولدن آرم، 1955)، والاغتصاب (أناتومي أوف إي مردر «تحليل جريمة قتل»، 1959) والمثلية الجنسية (أدفايس آند كونسينت، 1962). رُشح مرتين للحصول على جائزة الأوسكار لأفضل مخرج. شارك بريمنغر أيضًا في عدد قليل من الأدوار التمثيلية.

## نشأته
وُلد بريمنغر في عام 1905 في فيشنيتز، بوكوفينا، في الإمبراطورية النمساوية المجرية (فيجنيتسيا، في أوكرانيا الحالية)، لعائلة يهودية. والدته جوزيفا (لقبها قبل الزواج فراينكل) وماركوس بريمنغر. أمّن الزوجان حياة منزلية مستقرة لبريمنغر وشقيقه الأصغر إنغفالد، المعروف باسم «إنغو»، الذي أنتج في ما بعد النسخة الأصلية من فيلم إم*إيه*إس*إتش (ماش) (1970).
دخلت روسيا الحرب إلى الجانب الصربي، بعد اغتيال الأرشيدوق فرانس فرديناند في عام 1914، ما أدى إلى الحرب العظمى (الحرب العالمية الأولى). غزا الجيش الروسي بوكوفينا، ما أدى إلى فرار عائلة بريمنغر منها. رأى ماركوس بريمنغر في النمسا ملاذًا آمنًا لعائلته مثله مثل غيره من اللاجئين الفارين. حصل ماركوس على منصب المدعي العام في غراتس، عاصمة شتايرمارك. عندما انتقلت عائلة بريمنغر، كان أوتو في سن التاسعة تقريبًا، وسُجل في مدرسة كانت فيها العقيدة الكاثوليكية إلزامية، ولم يكن للتاريخ والدين اليهودي مكان في خطة المدرسة الدراسية. بقي إنغو -الذي لم يكن قد بلغ الرابعة بعد- في المنزل.
استُدعي المدعي العام الحاسم إلى فيينا بعد قضائه سنة في منصبه في غراتس، حيث عُرض عليه منصب بارز، أي ما يعادل تقريبًا منصب النائب العام للولايات المتحدة الأمريكية. قيل لماركوس إنه لن يحصل على هذا المنصب إلا في حال اعتناقه للكاثوليكية، لكنه رفض ذلك. في العام التالي، نقل ماركوس عائلته إلى فيينا، حيث زُعم أن اوتو ولد فيها.

## مسيرته المهنية

### المسرح
كان طموح بريمنغر الأول هو أن يصبح ممثلًا. كان قادرًا في سن مراهقته المبكرة على القراءة من العديد من المونولوجات العظيمة من المرجع الكلاسيكي الدولي، إذ طلب الجمهور ولم يخجل أبدًا. كان أداء بريمنغر الأكثر نجاحًا في بناء المكتبة الوطنية، هو خطبة جنازة مارك أنطوني المأخوذة من مسرحية يوليوس قيصر.
عندما انتهت الحرب، أسس ماركوس عمله القانوني الخاص. لقد غرس في كلا ولديه شعور اللعب النزيه واحترام أولئك الذين يمتلكون وجهات نظر متعارضة. مع استمرار ازدهار عمل والده في فيينا بعد الحرب، بدأ أوتو يفكر جديًا في مهنة في المسرح. في عام 1923، عندما كان بريمنغر في السابعة عشر من عمره، أعلن معلمه القريب، ماكس راينهاردت -المخرج الشهير المولود في فيينا- عن خطط لتأسيس شركة مسرحية في فيينا. واعتبر إعلان راينهاردت بمثابة دعوة إلى مصير بريمنغر. بدأ الكتابة إلى راينهاردت أسبوعيًا، وطلب إجراء اختبار. بعد بضعة أشهر، أُحبط بريمنغر واستسلم، وتوقف عن زيارته اليومية إلى مكتب البريد للتحقق من وجود رد. دون علمه، كانت هناك رسالة تنتظر تحديد موعدًا لإجراء الاختبار، وقد فوته بريمنغر بالفعل مدة يومين.

## وصلات خارجية
- أوتو بريمنغر على موقع IMDb (الإنجليزية)
- أوتو بريمنغر على موقع الموسوعة البريطانية (الإنجليزية)
- أوتو بريمنغر على موقع روتن توميتوز (الإنجليزية)
- أوتو بريمنغر على موقع مونزينجر (الألمانية)
- أوتو بريمنغر على موقع ألو سيني (الفرنسية)
- أوتو بريمنغر على موقع ميوزك برينز (الإنجليزية)
- أوتو بريمنغر على موقع أول موفي (الإنجليزية)
- أوتو بريمنغر على موقع قاعدة بيانات برودواي على الإنترنت (الإنجليزية)
- أوتو بريمنغر على موقع قاعدة بيانات برودواي على الإنترنت (الإنجليزية)
- أوتو بريمنغر على موقع قاعدة بيانات برودواي على الإنترنت (الإنجليزية)

- أوتو بريمنغر في قاعدة بيانات الأفلام على الإنترنت